# Abderrahim Harouchi
Abderrahim Harouchi (né en 1944 à Casablanca, et mort le 21 août 2011) est un médecin pédiatre, homme politique et ancien ministre marocain de la santé et du développement social.

## Biographie

### Études
Abderrahim Harouchi a obtenu en 1972 son diplôme en médecine à la faculté de Cochin Port-Royal Paris V, puis de spécialiste en chirurgie pédiatrique en 1973. Sa carrière de formateur débuta avec ses fonctions d'enseignant médecin qu'il prit en 1973, puis s'est poursuivie avec sa nomination en tant que doyen de la Faculté de Médecine de Casablanca en 1985.

## Ouvrages
Il n'a cessé de se passionner pour la pédagogie parallèlement aux différentes fonctions qu'il a occupées. Il a notamment été à l'origine de la création du Certificat maghrébin de pédagogie en 1989 et a consacré plusieurs ouvrages aux questions pédagogiques, dont « Apprendre à apprendre, 1 » et « La Pédagogie des Compétences, à l'usage des enseignants et des formateurs 2 ».

## Fonctions occupées
Abderrahim Harouchi était de 1992 à 1995 le ministre de la santé publique.
Depuis décembre 2002, il était membre du Conseil Consultatif des Droits de l'Homme (CCDH).
Et depuis juin 2004, il était le ministre du Développement social, de la Famille et de la Solidarité,.
Il était également président de l'Association AFAK, active dans le domaine de la promotion des principes et droits civiques et des valeurs de citoyenneté.

## Décès
Il décède le 21 août 2011 à Casablanca des suites d’une longue maladie,,.

### Postérité
- 2011: l'hôpital des enfants du CHU Ibn Rochd de Casablanca porte son nom[9],[10].

- 2014: l’université de Fès rend Hommage au Professeur Harouchi[11].

## Sources
1. ↑  « IF MAROC - 2021 », sur mediatheques.if-maroc.org (consulté le 23 janvier 2024)
2. ↑  « Apprendre à apprendre », sur Éditions Le Fennec (consulté le 23 janvier 2024)
3. ↑  « Liste des gouvernements », sur web.archive.org, 6 octobre 2019 (consulté le 23 janvier 2024)
4. ↑  « Abderrahim Harouchi : Â«Près de 8 000 projets sociaux financés en 2006 !Â» », sur La Vie éco, 16 février 2007 (consulté le 23 janvier 2024)
5. ↑  « Abderrahim Harouchi : «65 % des mendiants sont professionnels» », sur Aujourd'hui le Maroc, 1er février 2007 (consulté le 23 janvier 2024)
6. ↑  « Décès de Abderrahim Harouchi, ancien ministre de la Santé », sur www.yabiladi.com (consulté le 23 janvier 2024)
7. ↑  « Abderrahim Harouchi n’est plus : Adieu professeur », sur Libération (consulté le 23 janvier 2024)
8. ↑  « Hommage posthume au Professeur Abderrahim Harrouchi : L’hôpital d’enfants de Casablanca porte désormais son nom », sur ALBAYANE, 30 septembre 2011 (consulté le 23 janvier 2024)
9. ↑  « Hôpital Mère-Enfant Abderrahim HAROUCHI » (consulté le 23 janvier 2024)
10. ↑  « Feu Abderrahim Harouchi immortalisé dans le domaine de la pédiatrie », sur Le Matin.ma, 30 septembre 2011 (consulté le 23 janvier 2024)
11. ↑  « Hommage de l’Université de Fès au Professeur HAROUCHI, Intervention de Mme Fatima BENKHADRA SBIHI Présidente d’AFAK »

- « Biographie d'Abderrahim Harouchi »(Archive.org • Wikiwix • Archive.is • Google • Que faire ?), sur www.map.ma, Maghreb Arabe Presse